# John William Strutt Rayleigh
John William Strutt, 3. baron Rayleighški (oziroma lord Rayleigh), PRS, angleški fizik, * 12. november 1842, Langford Grove, Essex, Anglija, † 30. junij 1919, Terlins Place pri  Withamu, Anglija.
Lord Rayleigh je leta 1904 prejel Nobelovo nagrado za fiziko za raziskovanje gostote najpomembnejših plinov in za odkritje argona v povezavi s temi raziskavami. William Ramsay je tega leta prejel Nobelovo nagrado za kemijo za dosežke s sorodnih področij.
Kraljeva družba iz Londona mu je leta 1882 podelila svojo kraljevo medaljo. Za svoje znanstvene dosežke je lord Rayleigh leta 1899 prejel Copleyjevo medaljo Kraljeve družbe.